# Raya Lhok Kaju
Raya Lhok Kaju is een bestuurslaag in het regentschap Pidie van de provincie Atjeh, Indonesië. Raya Lhok Kaju telt 389 inwoners (volkstelling 2010).